# Может ли диалектика разбивать кирпичи?
«Может ли диалектика разбивать кирпичи?» (на французском языке La dialectique peut-elle casser des briques ?) — ситуационистский фильм 1973 года, снятый французским режиссером Рене Вьене, в котором исследуется развитие классового конфликта посредством революционной агитации на фоне ярких боев кунг-фу.
В качестве визуальных эффектов в фильме используется фильм Ту Гуанци о боевых искусствах 1972 года «Сокрушение», в котором рассказывается история антиколониального восстания в Корее в период японской оккупации. Исходный фильм был дублирован создателями фильма как образец детурнемана (détournement). Намерением Вьене было адаптировать «зрелищный» фильм, типичный для киноиндустрии, для целей радикальной критики культурной гегемонии и, таким образом, для выражения подрывных революционных идеалов.
Повествование сосредоточено на конфликте между пролетариями и бюрократами в рамках государственного капитализма. Пролетарии используют свое понимание диалектики для борьбы со своими угнетателями, в то время как бюрократы защищаются, используя сочетание кооптации и насилия. В фильме также содержатся многочисленные восторженные отсылки к социалистам, включая Маркса, Бакунина и Вильгельма Райха, а также резкая критика в адрес Французской коммунистической партии, тред-юнионизма и маоизма. Второстепенные сюжеты, посвященные вопросам гендерного равенства, отчуждения, Парижской Коммуны, мая 1968 года и самой ситуационистской политики, пронизывают фильм на протяжении всего времени.
Подобно «Китаянке» Жана-Люка Годара, фильм на французском языке использует теорию и китайские образы для критики капитализма.
По словам Ричарда Мецгера, автора онлайн-ток-шоу «Опасные умы» (Dangerous Minds), фильм представляет собой «критику классовых конфликтов, бюрократического социализма, неудач Французской коммунистической партии, маоизма, культурной гегемонии, сексуального равенства и того, как фильмы поддерживают капиталистическую идеологию».
Ситуационистское движение в 60-х годах утверждало, что существование капитализма основывается на том, что система превращает жизненный опыт в «обезболивающие „спектакли“, увековечивающие отчуждение». Наслаивание Вьене радикального марксистского дискурса на фильм о боевых искусствах передает политические послания посредством использования юмора как способа «заставить аудиторию активно противостоять механике собственного развлечения».
Этот фильм является одним из немногих сохранившихся примеров ситуационистского использования кино с тех пор, как Ги Дебор изъял свои фильмы из обращения.